# 玉鳳寺
玉鳳寺（ぎょくほうじ）は、東京都港区三田四丁目に所在する曹洞宗の寺院。山号は梧棲山。本尊は釈迦如来像。おしろい地蔵でも知られる。

## 歴史
江戸時代が間近に迫る安土桃山時代末期の慶長4年（1599年）、江戸・八丁堀（現在の東京都中央区桜川）に開創したと伝えられる。その後、江戸城の拡張工事に伴い、三田（江戸時代初期における武蔵国荏原郡三田村、幕藩体制下の武州御料三田村）が寺町として指定された寛永12年（1635年）に、幽霊坂（三田の幽霊坂）にある現在所在地へ移転した。

## 境内

### 山門
現在の山門は、檀家であった第20代内閣総理大臣・高橋是清が、壇信徒総代を務めた折に発願し、1906年（明治39年）7月10日に建立・寄進したものである。山門に掲げられた山号額（寺額）の書「梧棲山」は、永平寺貫首・瑞岳廉芳（丹羽廉芳）による揮毫。■右のテンプレート上に山門の画像あり。

### 地蔵堂

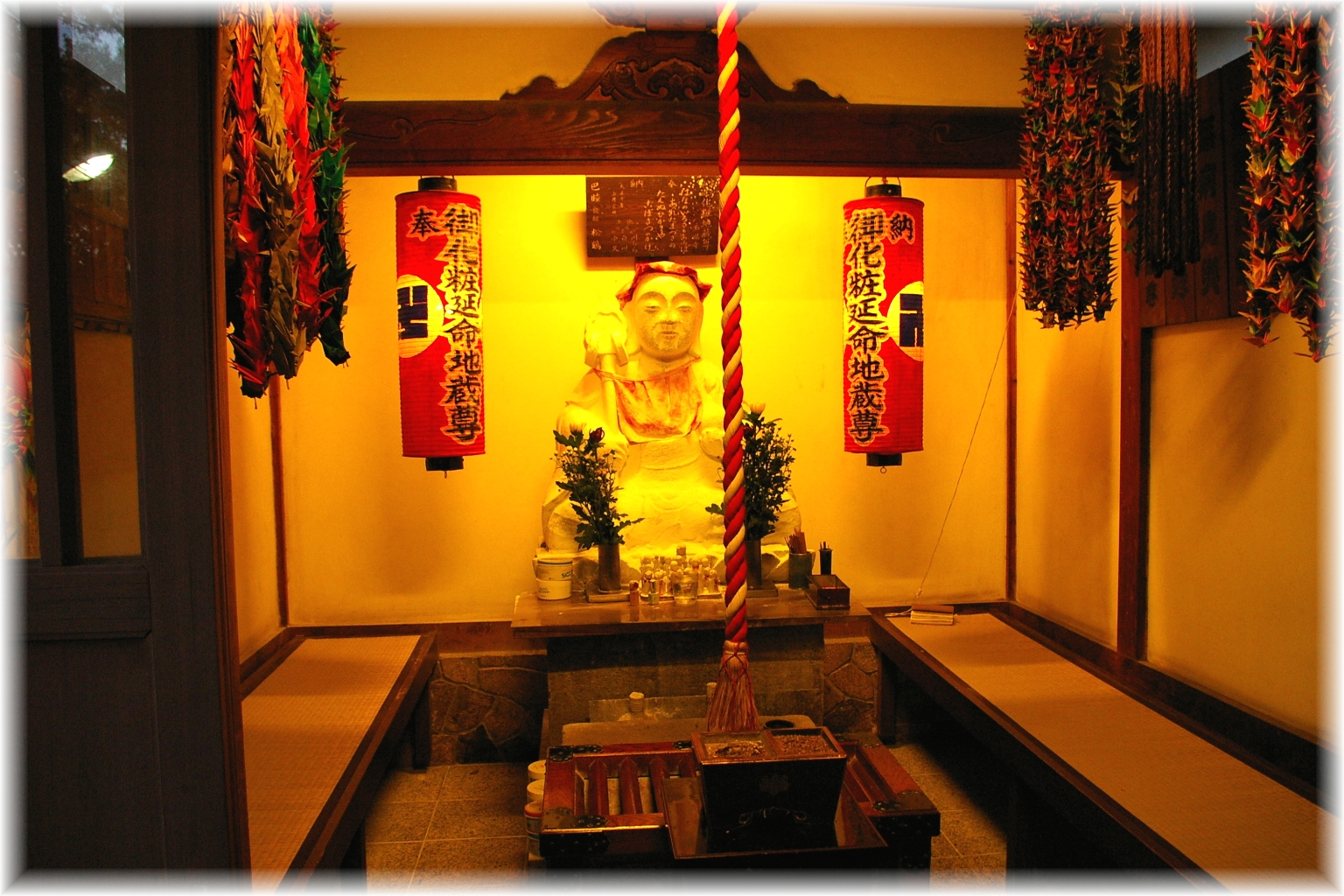
御化粧延命地蔵尊（おしろい地蔵）

地蔵堂は山門の左手に所在し、当寺の名を広く知らしめている御化粧延命地蔵尊（おけしょうえんめいじぞうそん）を安置している。これは、通称で「化粧延命地蔵（けしょうえんめいじぞう）」「お化粧地蔵」「白粉地蔵/おしろい地蔵」などとも呼ばれる石造地蔵菩薩坐像で、塗られた白粉（※現在は実際のところベビーパウダー）で真っ白な姿をしている。、「化粧延命地蔵（おしろい地蔵）」名義で港区の登録有形民俗文化財となっている。
江戸時代のある時、当寺の住職格であった翁宗逸和尚は、八丁堀地蔵橋の畔に打ち捨てられたように転がっていた泥まみれ石地蔵を見つけ、不憫に思って寺へお連れした。泥を洗って差し上げ、できる限りの傷（きず）の手当をしたものの、傷みが酷くて思うようには綺麗にして差し上げられなかった。気の毒に思った和尚は石地蔵のお顔に白粉を塗って差し上げ、お祀りすることにした。すると、あに図らんや、和尚の顔にあった痣（あざ）が消え失せてしまったという。市井の女達がこの噂話を聞き逃すはずもなく、容姿の悩みどころを治してもらいたいがために白粉を持参して石地蔵をお参りするようになり、やがて、女に限らず多くの人々が、自分達の体の患っている所を治していただこうと地蔵菩薩真言「om ha-ha-ha vismaye svāhā（オン カ カ カ ビサンマエイ ソワカ）」を唱えながら自身の患部と同じ場所に白粉を塗って祈願するようになったといわれている。現在でも多くの人が。とりわけ多くの女性が訪れては、白粉ならぬ備え付けのベビーパウダーを塗ったり、指先にマニキュアを塗ったりしてゆくため、全身真っ白で指先だけ赤い地蔵尊となっている。往時の和尚と同じく、顔の痣・疵（きず）・染み（しみ、色素斑）などに悩む人や美肌を望む人のほか、諸々の願い事を抱えた人々がやってくる。
なお、和尚が石地蔵を見つけた当時、「八丁堀地蔵橋の畔」なる場所は、町奉行所・八丁堀与力同心組屋敷の敷地内であった。これは現在の中央区日本橋茅場町の二丁目と三丁目の丁界で、さくら通りとすずらん通りの交差点あたりに相当する。八丁堀生まれの幕末の与力・佐久間長敬が著した『嘉永日記抄』によれば、「地蔵橋」という名の石橋は「仁蔵橋」から改称されたものであるという。また、昔この橋の脇に小さな石地蔵があったが、大火で焼け崩れたともいう。それぞれの話は繋がりがはっきりせず、時系列も不明である以上、全て無関係という可能性もあるが、八丁堀の地蔵橋、昔そこにあったが被災して消えたらしい石地蔵、そして、和尚が橋の近くで見つけた泥まみれの石地蔵は、1本の線で繋がっていてもおかしくはない。

### 聖観世音菩薩
当寺の境内墓所に建つ石造聖観世音菩薩立像（しょうかんぜおんぼさつりゅうぞう）は、通称で、遥子観音（ようこかんのん）、美遥観音（びようかんのん）とも呼ばれる。「遥子」とは若くして亡くなった宝塚歌劇団出身の女優・北原遥子（本名・吉田由美子）を指しており、「美遥」は北原遥子の戒名「恵正院清蓮美遥大姉」から来ている。
1985年（昭和60年）8月12日に日本航空123便墜落事故が発生し、北原遥子は犠牲者の一人になってしまった。彼女の遺骨は玉鳳寺にある吉田家の墓所に埋葬された。そうして一周忌を迎えた1986年（昭和61年）8月、芸能界での大いなる前途と長く続くべきであった人生を、24歳の若さで絶たれた北原を偲ぶ有志によって建立されたのが、この像である。
石像の容姿は、北原遥子をモデルにしている。宝塚音楽学校からは、北原と最も仲が良かったという同期の黒木瞳を始め、故人を偲ぶ人達が参拝し続けており、逝去した8月には特に多くの人々が訪れる。北原が逝去して久しいが、参拝者は絶えない。

## 交通アクセス
- 都営地下鉄三田線・東京メトロ南北線　白金高輪駅2番出口より徒歩5分
- 都営地下鉄浅草線　泉岳寺駅より徒歩約15分